# 魔法门VIII：毁灭者之日
《魔法门VIII：毁灭者之日》（又译作、，英文缩写）是由New World Computing制作组开发，由3DO公司于2000年发行的一款RPG角色扮演类游戏。它是魔法门系列游戏的第八代。
《魔法门VII》和《魔法门VIII》一直在沿用《魔法门VI：天堂之令》的游戏引擎，这遭到了一些批评。《魔法门VIII》游戏时间也较前两部作品短。游戏设定上的改变较少，角色升级系统、魔法、声音效果、游戏贴图、某些任务都与前作雷同。